# Josephine Ho
Josephine Chuen-juei Ho es presidenta del departamento de inglés de la Universidad Nacional Central de Taiwán y coordinadora de su Centro para el Estudio de las Sexualidades.
Ha sido objetivo de demandas debido a su franqueza sobre cuestiones de género y derechos.Es una de las académicas feministas más conocidas de Taiwán. Se la conoce como "la madrina del movimiento queer taiwanés".

## Educación
Es licenciada en Artes por la Universidad Nacional Chengchi, y tiene un máster en Ciencias de la Universidad de Pensilvania, un doctorado en Educación de la Universidad de Georgia y un doctorado en Filosofía de la Universidad de Indiana.

## Activismo
Como activista, Ho lleva llamando la atención sobre los derechos de las mujeres en Taiwán desde los años 1990. Aunque en ese momento no existían leyes que penalizaran el acoso sexual, desde el primer caso legal sobre acoso sexual en 1989, las agresiones sexuales a mujeres se hacían cada vez más comunes. En mayo de 1994, Ho encabezó la primera manifestación en Taiwán contra el acoso sexual e ideó su lema: "No queremos acoso sexual, queremos orgasmos. Si sigues acosándonos sexualmente, ¡te la cortaremos con unas tijeras!"

### Incidente sobre zoofilia en su página web
En abril de 2003, se publicó un artículo en el China Times afirmando que la página web de Ho contenía varias páginas que cubrían el tema de la zoofilia y promovían activamente la práctica, con imágenes descriptivas. Varios grupos conservadores acusaron a Ho de poner obscenidades a disposición de los niños. Este sensacionalismo llevó a trece organizaciones cristianas y conservadoras a presentar una denuncia colectiva ante el Tribunal de Distrito de Taipei. El proceso duró más de un año, y el 15 de septiembre de 2004 se emitió un fallo de inocencia, porque las páginas de zoofilia eran sólo una parte de los ensayos e informes sobre sexualidad que contenía el sitio web. Por esta razón, la incorporación de algunas imágenes no constituyó una obscenidad.
El incidente ha sido visto como un ejemplo de reacción de medios sensacionalistas y ha recibido atención internacional como una aparente confrontación entre los aspectos conservadores de la sociedad taiwanesa y la libertad sexual.

## Publicaciones
- Ho, Josephine (2015). «Localized trajectories of queerness and activism under global governance».  En Tellis; Bala, eds. The Global Trajectoies of Queerness: Re-thinking Same-Sex Politics in the Global South. Leiden & Boston: Brill; Rodopi. pp. 121-136.

- Ho, Josephine (2014). «The perils of sexuality research in aspiring democracies». Sexualities 17 (5/6): 677-680. doi:10.1177/1363460714531276.

- Ho, Josephine (2005). «From anti-trafficking to social discipline: or, the changing role of "women's" NGOs in Taiwan».  En Kempadoo; Sanghera, eds. Trafficking and Prostitution Reconsidered: New Perspectivess on Migration, Sex Work, and Human Rights. Boulder: Paradigm. pp. 83-105.

- He 何, Chunrui 春蕤 (1994). 豪爽女人: 女性主義與性解放 [The Gallant Woman--Feminism and Sexual Emancipation] (en chino). Taipei: Huangguan Wenxue Chuban.

## Honores y premios
- (2016) Profesora Emérita de la Universidad Nacional Central, Taiwán.
- (2005) 1000 Mujeres por el Premio Nobel de la Paz (nominada) [11]
- (2004) Premio a una Investigación Destacada. Universidad Nacional Central, Taiwán.